# Filogenetyka molekularna
Filogenetyka molekularna, zwana też klasyfikacją molekularną lub systematyką molekularną – rodzaj systematyki filogenetycznej, w której klasyfikację organizmów przeprowadza się na podstawie stopnia pokrewności określonej na podstawie badań struktur DNA, RNA i białek.
Rezultat filogenetyki molekularnej przedstawia się jako drzewo filogenetyczne lub kladogram.